# José Luis Henao Cadavid
José Luis Henao Cadavid (Andes (Antioquia), 7 de abril de 1954) es un eclesiástico colombiano de la Iglesia católica. Actualmente es obispo de la Diócesis de Líbano-Honda.

## Biografía
Es hijo de Luis Ángel Henao y María del Carmen Cadavid. Hizo su escuela primaria en el preseminario Juan XXII de Jericó y es bachiller del seminario Menor de esa Diócesis. Estudió Filosofía y Teología en la Universidad Pontificia Bolivariana en Medellín, hizo un postgrado en Teología en la misma Universidad y la Licenciatura en Derecho Canónico en la Pontificia Universidad Gregoriana en Roma.

### Sacerdocio
Fue ordenado Sacerdote el 15 de diciembre de 1979 en la Capilla del Colegio San Juan Bosco de Medellín y fue incardinado en la Diócesis de Jericó.
Durante el transcurso de su sacerdocio se desempeñó como vicario cooperador del municipio de Betania entre los años 1980 y 1982, y de la parroquia de San Pablo en el corregimiento del mismo nombre en Támesis, durante el año 2013. Entre 1984 y 1987 fue párroco del corregimiento Santa Rita de su natal Andes y entre 1988 y 1990 se ausentó del país para realizar sus estudios en Roma.
A su regreso de Roma fue nombrado vicario parroquial en Támesis y posteriormente entre los años 1990 y 1993 fue rector del seminario menor San Juan Eudes de Jericó. Fue párroco en San Pablo de Tarso entre 1993 y 1998. Fue nombrado vicario de pastoral, cargo ocupado entre 1998 y 2005; en este mismo periodo - 2002 a 2005- prestó servicios como rector del Seminario Mayor de Jericó y posteriormente fue párroco de la catedral de Jericó entre 2005 y 2012. Antes de su nombramiento como obispo, se desempeñó como párroco de la Nuestra Señora de las Mercedes en su municipio natal Andes desde 2012 hasta diciembre de 2015.
Destacan otros importantes cargos en la Diócesis de Jericó como: Defensor del Vínculo para procesos documentales (1992- 2005), Juez Auditor en el Tribunal de Medellín (1993), Delegado Diocesano para la pastoral de los laicos y la Pastoral Social (1993-2002), Miembro del Consejo Presbiteral (1996-2015), Miembro del Colegio de Consultores (2001-2015) y Miembro del Consejo de Asuntos Económicos (2002-2013).

### Episcopado
Fue preconizado obispo de la Diócesis de Líbano-Honda por el papa Francisco el 17 de octubre de 2015. Su ordenación fue el 21 de noviembre de 2015, en la catedral de Jericó y se posesionó como obispo el 6 de diciembre de 2015.